# L'Homme invisible (X-Files)
L'Homme invisible (Unrequited) est le 16e épisode de la saison 4 de la série télévisée X-Files. Dans cet épisode, Mulder et Scully traquent un assassin de généraux invisible.

## Résumé
Le major général Benjamin Bloch donne un discours devant des vétérans de la guerre du Viêt Nam au National Mall. Mulder, Scully et Skinner parcourent la foule à la recherche d'un homme, qui semble se volatiliser à chaque fois qu'ils le repèrent. Mulder finit par dégainer son pistolet devant une foule paniquée lorsque l'homme qu'il recherche disparaît soudainement alors qu'il était juste devant lui.
Douze heures plus tôt, dans le Maryland, le lieutenant-général Peter MacDougal est abattu dans sa limousine par l'homme que recherchait les agents dans la scène d'ouverture. Skinner envoie Mulder et Scully enquêter sur le meurtre, soulignant la carte à jouer abandonnée sur les lieux du crime, employée comme signature par des soldats américains au Viêt Nam. Le FBI soupçonne un groupuscule paramilitaire d'extrême-droite d'être derrière le crime.

## Distribution
- David Duchovny : Fox Mulder
- Gillian Anderson : Dana Scully
- Mitch Pileggi : Walter Skinner
- Laurie Holden : Marita Covarrubias
- Peter LaCroix : Nathaniel Teager
- Scott Hylands : le major général Benjamin Bloch
- William Taylor : le général Leitch
- William Nunn : le général Jon Steffan
- Larry Musser : Denny Markham
- Lesley Ewen : Renee Davenport
- Michael Ryan : L'agent Cameron Hill
- Allan Franz : le docteur Ben Keyser
- Mark Holden : l'agent Eugene Chandler

## Accueil

### Audiences
Lors de sa première diffusion aux États-Unis, l'épisode réalise un score de 10,9 sur l'échelle de Nielsen, avec 16 % de parts de marché, et est regardé par 16,56 millions de téléspectateurs.

### Critique
L'épisode obtient des critiques plutôt défavorables. Le site Le Monde des Avengers lui donne la note de 3/4. Todd VanDerWerff, du site The A.V. Club, lui donne la note de B-.
Dans leur livre sur la série, Robert Shearman et Lars Pearson lui donnent la note de 2/5. Sarah Stegall, du site Munchkyn Zone, lui donne la note de 2/5. John Keegan, du site Critical Myth, lui donne la note de 3/10. Paula Vitaris, de Cinefantastique, lui donne la note de 1/4.